# Lijst van betaaldvoetbalclubs op de Faeröer
Dit is een overzicht van alle voetbalclubs die in het heden of het verleden hebben deelgenomen aan het betaalde voetbal op de Faeröer.
Zie ook:
- Formuladeildin
- Faeröers voetbalelftal
- Voetbal van A tot Z

## Cijfer
- 07 Vestur

## A
- AB Argir

## B
- B36 Tórshavn
- B68 Toftir
- B71 Sandur

## E
- EB/Streymur

## H
- HB Tórshavn

## I
- ÍF Fuglafjørður

## K
- KÍ Klaksvík

## N
- NSÍ Runavík

## R
- Royn Hvalba

## S
- Skála
- FC Suðuroy

## T
- TB Tvøroyri

## U
- Undrið FF

## V
- Víkingur